# Fluorid americitý
Fluorid americitý je anorganická sloučenina s chemickým vzorcem AmF3.

## Příprava
Fluorid americitý lze připravit reakcí vodného roztoku americitých solí s fluoridy ve slabé kyselině:
Am3+(aq) + 3 F−(aq) → AmF3(s)
Bezvodý jej lze připravit reakcí hydroxidu americitého při 600–750 °C ve směsi plynů fluorovodíku a kyslíku v poměru 1:1:
Am(OH)3 + 3 HF → AmF3 + 3 H2O

## Vlastnosti
Fluorid americitý je růžová radioaktivní pevná látka s teplotou tání 1393 °C. Krystalizuje ve struktuře fluoridu lanthanitého s parametry mřížky a = 704,4 pm a c = 722,5 pm. Každé jádro americia je obklopeno devíti fluory v deformované trigonální prizmatické struktuře.

## Využití
Z fluoridu americitého lze získat redukcí kovové americium reakcí s kovovým baryem bez přístupu vody a kyslíku v reakční aparatuře z tantalu a wolframu.